# Свети Христофор (Солун)
„Свети Христофор“ (на гръцки: Αγίου Χριστοφόρου) е православна църква в македонския град Солун, Гърция, енорийски храм на Солунската епархия на Вселенската патриаршия, под управлението на Църквата на Гърция.
Храмът е разположен в квартала Ано Тумба, на границата с Пилеа, на улица „Атанасиос Стагеритис“ № 123. В архитектурно отношение храмът е ротонда, дело на архитект Димитриос Христидис. Енорията е основана през август 1982 година по настояване на местните жители. Съюзът на запасните офицери дарява парцел за изграждането на храма. От 1982 до 1987 година на мястото има сглобяем параклис, а на 9 май 1987 година митрополит Пантелеймон II Солунски полага основния камък на храма. Църквата е открита на 27 ноември 1994 година от митрополит Пантелеймон II. Старият храм става неин параклис и е преименуван на „Свети Йоан Богослов“.
Църквата има два параклиса. „Света Гликерия“ е в района Константинополитика. Основана е на 13 май 2013 година от митрополит Антим Солунски и кръстовидна с купол, дело на архитект Продромос Василиадис. Преди да започне изграждането на тази църква, от 2006 година работи малък параклис. „Света Екатерина“ е в градината, над извивката на околовръстния път. Нейното изграждане започва през 90-те години и става параклис на „Свети Христофор“ през ноември 2011 година.